# أحمد الحاج علي
الشيخ أحمد الحاج علي أحمد (ولد بقيسارية، 1940م) خطيب وداعية وسياسي فلسطيني، ونائب عن حركة المقاومة الإسلامية (حماس) في المجلس التشريعي الفلسطيني عن محافظة نابلس، تعرض للاعتقال من قبل قوات الاحتلال الإسرائيلي 17 مرة، وسبق أن تنقل في سجون الاحتلال، لكنه وجد نفسه في عام 2014 بعد اختطاف الجنود الإسرائيليين الثلاثة وأثناء الهجمة على حركة حماس في الضفة الغربية مطارداً من قبل قوات الاحتلال، ومهدد بالاغتيال.

## المولد
ولد الشيخ الحاج علي عام 1940م في مدينة قيسارية التي تقع في مناطق الخط الأخضر حاليًا.

## التعليم
حاصل على شهادة البكالوريوس في الشريعة والقانون من جامعة دمشق في سوريا.
وعلى شهادة الماجستير في الدراسات الإسلامية من جامعة النجاح الوطنية في نابلس.

## وظائف
-عمل مدرساً ومديراً في عدة مدارس لوكالة الغوث الدولية.
-أحد الدعاة والخطباء البارزين في محافظة نابلس.

## إبعاده إلى مرج الزهور
أخرجه الاحتلال الإسرائيلي من فلسطين مع مبعدو مرج الزهور عام 1992 في جنوب لبنان، مع 415 فلسطينيا بتهمة الانتماء لحركة حماس.

## في سجون الإحتلال
أعتقل 18 مرة في سجون الاحتلال، تعرض فيها لأبشع أنواع التعذيب، وعانى كثيرا خلال الاعتقالات التي سببت له أمراضا مزمنة، وحرمته من وجوده بين عائلته في 12 رمضان سابق، ليغيب في هذا الرمضان عام 2014 وهو مطارد للاحتلال.

### إضراب مفتوح عن الطعام
كان آخر اعتقالاته في 7 حزيران (يونيو) عام 2011 وتم تجديد له حكم الإعتقال الإداري أكثر مرة، ودخل النائب في إضراب مفتوح عن الطعام خلال اعتقاله استمر 18 يومًا احتجاجًا على سياسة الاعتقال الإداري بحقه.

## في المجلس التشريعي
انتخب عضواً في المجلس التشريعي الفلسطيني عن كتلة التغيير والإصلاح المحسوبة على حركة حماس عام 2006م. حيث حصل على أعلى الأصوات بين كل المتنافسين في محافظة نابلس.

## مرضه
يعاني الشيخ من عدة أمراض نظرأ لكبر سنه، وقبل ان يصبح مطارداً في 2014 أجريت له عملية جراحية في إحدى عينيه، الأمر الذي ضاعف من قلق عائلته عليه لا سيما وأنه يعاني من أمراض أخرى وكبر سنه الذي لم يشفع له أمام الاحتلال.

## أكبر المطاردين عمراً
ويوصف الحاج علي بأنه «شيخ المطاردين» الفلسطينيين الذي تلاحقه إسرائيل منذ شنها الحملة العسكرية على مدن الضفة الغربية عقب اختفاء ثلاثة جنود إسرائيليين والعثور عليهم مقتولين في 12 يونيو/حزيران 2014 .
ولم تشفع له لحيته البيضاء، ولا نهش الأمراض لجسده، من أن يكون مطاردا للاحتلال الإسرائيلي وهو في عقده السابع من العمر، ليكون أكبر المطاردين عمراً، الذين تسعى (إسرائيل) لاعتقالهم أو تصفيتهم جسديا «اغتيالهم».

### اقتحامات لمنزله وعائلته وجيرانه
اقتحمت قوات الاحتلال فجر يوم الخميس، 10 يوليو 2014، منزله في مخيم العين غربي مدينة نابلس، وهذه المرة الخامسة على التوالي في غضون شهر تقريباً التي فيها مداهمة المنزل، وقد حاول جيش الاحتلال اعتقاله 7 مرات لكنه فشل في ذلك. واقتحمت قوات الاحتلال منزل علي وأبنائه وجيرانه، وقلبتها رأسا على عقب، بحجة البحث عنه وإيصال رسائل تهديد له «إن لم يسلم نفسه».

### اختفاؤه
إيمان ابنة النائب علي، تشير إلى أن آخر مرة رأت فيها والدها كانت في الليلة التي اقتحمت فيها قوات الاحتلال بيتهم، حيث غاب عن المنزل بعد صلاة العشاء، وبعد أن قال لهم أنه يقصد الحلاق، ومنذ تلك اللحظة لم يعد للمنزل.

### ردود أفعال
نظمت كتلة التغيير والاصلاح وقفة تضامنية يوم الأحد 28 سبتمبر 2014 مع النائب المطارد والمهدد بالاغتيال الشيخ أحمد الحاج علي والنواب المختطفين في سجون الاحتلال، وعلى رأسهم رئيس المجلس التشريعي د.عزيز دويك.
وشارك في الوقفة التي نظمت أمام في باحة المجلس التشريعي بغزة رئيس ونواب كتلة التغيير والإصلاح وعدد من النواب من الكتل والقوائم البرلمانية والرموز الفصائلية والشخصيات الإسلامية والوطنية وأكاديميين إضافة لممثلين عن الحركة النسائية لحركة حماس، والذين حملوا صور النائب ولافتات تطالب بالإفراج عن النواب وتعبر عن رفضها للسياسية الصهيونية تجاه رموز الشعب الفلسطيني.
وأكد المستشار محمد فرج الغول رئيس كتلة التغيير والإصلاح في كلمة الرئيسية له إن مطاردة النائب الحاج علي ومواصلة اختطاف العديد من نواب الضفة الغربية تمثل جريمة مركبة ضد رموز وقيادات الشعب الفلسطيني لم يشهد مثلها التاريخ، وقال: "هذه الوقفة تأتي لتوجيه رسالة تضامن مع النواب المختطفين في سجون الاحتلال، وخاصة مع أكبر النواب سنًّا النائب الثائر أحمد الحاج علي. وحمل النائب الغول في كلمته خلال الوقفة الاحتلال الإسرائيلي المسئولية الكاملة والتداعيات الخطيرة المترتبة على هذه الممارسات ضد نواب الشعب الفلسطيني. وأكد أن هذه الممارسات الإسرائيلية لن تفت من عضد الشعب الفلسطيني الصامد، ولن يفت من عضده ولن يكسر إرادته بل إنه يزيده التفافاً حول قياداته التي سلكت طريق المقاومة.
وقال مدير مركز أحرار إن هذه الوقفة تأتي لتوجيه رسالة تضامن مع النواب والوزراء المختطفين، ومع أكبر النواب سنًّا النائب الحاج علي، الذي اقتحم الاحتلال منزله عدة مرات وهدد باغتياله، ودفاعا عن صوت الشعب الذي اختار نوابه في انتخابات حرة ونزيهة.
واستنكر النائب عن حركة فتح فيصل أبو شهلا في كلمة الكتل والقوائم البرلمانية الانتهاكات الإسرائيلية المتواصلة بحق الشعب الفلسطيني ونوابه وقياداته في كل مكان، معتبرا أن ذلك مخالفة واضحة لكافة القوانين الدولية. وأكد على ضرورة وحدة الموقف الفلسطيني والمضي في طريق المصالحة والمسارعة في تطبيق ملفاتها كرد أبلغ على سياسات الاحتلال.
وقال النائب المقدسي أحمد عطون في كلمة عبر الهاتف إن اعتقال النواب ومطاردتهم هو عقاب إسرائيلي لهم على انتخابهم للمجلس التشريعي، مطالبا كل نواب الشعب الفلسطيني وفصائله باتخاذ موقف موحد ومتضامن مع هؤلاء النواب. وناشد الرئيس الفلسطيني محمود عباس باتخاذ موقف واضح وعملي والوقوف إلى جانب هؤلاء النواب بكل السبل والطرق.